# リチャード・J・トールマン
リチャード・ジョーゼフ・トールマン（ Richard Joseph Tallman, 1925年3月28日 - 1972年7月9日）は、アメリカ合衆国の軍人。アメリカ陸軍に所属し、第二次世界大戦や朝鮮戦争、ベトナム戦争に参加した。1972年、アンロクにてベトナム人民軍（北ベトナム軍）の砲撃を受けて戦死した。トールマンはベトナム戦争において最後に戦死したアメリカの将軍である。

## 陸軍入隊まで
1925年、ペンシルベニア州ウェイン郡ホーンズデールにて生を受ける。幼少期はホワイト・ミルズ郊外の農場で過ごし、後にホーンズデールに戻った。
1943年、ホーンズデール・ハイスクールを卒業。

## 軍歴
高校卒業後間もなくして徴兵され、陸軍の兵士としてヨーロッパ戦線に派遣された。バルジの戦いには機銃手として参加した。後に戦いを回想し、農場で身につけたキャンプや狩猟の技術がアルデンヌの過酷な環境を生き抜く助けになったと語っている。
1949年に陸軍士官学校を卒業し、高校以来の恋人だったイブリン・フィリップス（Evelyn Phillips）と結婚。
1951年から1952年、トールマン少尉は第3歩兵師団の一員として朝鮮戦争に従軍した。
その後は陸軍士官学校にて戦術士官、戦史教官、学生隊司令官付顧問などを務めた。

### ベトナム戦争
ベトナム戦争勃発後、トールマンは戦地へ4度派遣された。
ベトナム共和国陸軍第22歩兵師団の上級軍事顧問を務める。
中佐昇進後の1968年には第501歩兵連隊の指揮を執る。
1971年6月18日、大佐に昇進したトールマンは第101空挺師団第3旅団長に就任。
1972年1月、第3地域支援コマンド（Third Regional Assistance Command, TRAC）の参謀長に就任。6月29日、准将に昇進。7月1日、TRAC副司令官に就任し、第3軍団戦術区に展開する軍事顧問らの指揮を執った。

#### 戦死
1972年7月9日、トールマンと幕僚らは南ベトナム軍による反攻作戦を視察するためにアンロクの戦いの終結間もないアンロクへと派遣された。しかし、到着直後に北ベトナム軍による砲撃を受け、幕僚のうち3名が即死し、トールマンとその他2名が重症を負った。トールマンは搬送先のサイゴン第3野戦病院（3rd Field Hospital）にて死去した。彼は南ベトナムにて最後に殺害されたアメリカ陸軍の将軍だった。
遺体はウェスト・ポイント墓地に埋葬された。

## その後
戦死した時点で、妻のほか7人の子供があり、うち2人が陸軍士官の道を選んだ。また、娘の1人メアリーはブルース・スコット陸軍少将（Bruce Scott）の妻となり、メアリーがもうけた子供6人は全員が軍人になった。トールマンの孫のうち11人が軍人の道を選んだ。
故郷ホーンズデールでは、2011年に彼を記念して橋の1つをリチャード・J・トールマン准将記念橋（Brigadier General Richard J. Tallman Memorial Bridge）と改称した。